# George Enescu (Botoșani)
George Enescu (até 1955 denominada Liveni) é uma comuna romena localizada no distrito de Botoşani, na região da Moldávia. A comuna possui uma área de 59.40 km² e sua população era de 3605 habitantes segundo o censo de 2007.
Seu nome é uma homenagem ao compositor George Enescu, nascido na localidade em 19 de agosto 1881.